# هیل (دهانه)
هیل یک دهانه برخوردی در ماه‌ است.